# Ibai Zabala
Ibai Zabala Gandarias, llamado Ibai Zabala (Bérriz, Vizcaya, 14 de mayo de 1987), es un jugador español de pelota vasca en la modalidad de mano.

## Palmarés
- Campeón del Manomanista de promoción, 2010

## Final del Manomanista de 2ª categoría
| Año  | Campeón | Subcampeón  | Tanteo | Frontón  |
| ---- | ------- | ----------- | ------ | -------- |
| 2014 | Rezusta | Ibai Zabala | 22-10  | Beotibar |

## Finales del Campeonato de Parejas de 2ª categoría
| Año  | Campeón                 | Subcampeón             | Tanteo | Frontón |
| ---- | ----------------------- | ---------------------- | ------ | ------- |
| 2009 | Berasaluze XI-Urberuaga | Mendizabal-Ibai Zabala | 22-6   | Labrit  |
| 2010 | Arretxe II-Ibai Zabala  | Saralegi-Eskudero      | 22-7   | Labrit  |